# Virginia, Northern Territory
Virginia är en del av en befolkad plats i Australien. Den ligger i kommunen Litchfield och territoriet Northern Territory, omkring 21 kilometer öster om territoriets huvudstad Darwin.
Närmaste större samhälle är Palmerston, nära Virginia.
Omgivningarna runt Virginia är huvudsakligen savann. Runt Virginia är det mycket glesbefolkat, med 5 invånare per kvadratkilometer. Savannklimat råder i trakten. Genomsnittlig årsnederbörd är 1 732 millimeter. Den regnigaste månaden är januari, med i genomsnitt 436 mm nederbörd, och den torraste är juni, med 1 mm nederbörd.